# Stazione di Iwakiri
La stazione di Iwakiri (岩切駅?, Iwakiri-eki) è una stazione ferroviaria situata nel quartiere di Miyagino-ku della città di Sendai, nella prefettura di Miyagi, ed è servita dalla linea principale Tōhoku della JR East.

## Servizi ferroviari
East Japan Railway Company
■ Linea principale Tōhoku
■ Diramazione per Rifu

## Struttura
La stazione è dotata di un marciapiede a isola centrale e uno laterale con tre binari passanti in superficie, di cui uno riservato al traffico merci, e quindi non interessato da traffico passeggeri.
| 1 | ■ Diramazione per Rifu    | per Rifu                               |
| 2 | ■ Linea principale Tōhoku | per Sendai (treni provenienti da Rifu) |
| 3 | ■ Linea principale Tōhoku | per Matsushima, Kogota e Ichinoseki    |
| 4 | ■ Linea principale Tōhoku | per Sendai, Shiroishi e Fukushima      |

## Stazioni adiacenti
| «                                                   | Servizio                | »                       |
| Linea principale Tōhoku                             | Linea principale Tōhoku | Linea principale Tōhoku |
| --------------------------------------------------- | ----------------------- | ----------------------- |
| Higashi-Sendai                                      | Locale                  | Rikuzen-Sannō           |
| Il Rapido "Sanriku" e il Rapido diretto non fermano |                         |                         |